# Liste der Monuments historiques in Bertrichamps
Die Liste der Monuments historiques in Bertrichamps führt die Monuments historiques in der französischen Gemeinde Bertrichamps auf.

## Liste der Objekte
| Bezeichnung    | Beschreibung                                       | Standort                              | Kennzeichnung | Schutzstatus | Datum | Bild |
| -------------- | -------------------------------------------------- | ------------------------------------- | ------------- | ------------ | ----- | ---- |
| Friedhofskreuz | Stein, 15. Jahrhundert                             | auf dem Friedhof (Lage)               | PM54001405    | Inscrit      | 1994  |      |
| Kronleuchter   | Kristallglas, Manufaktur Baccarat, 19. Jahrhundert | in der Kirche St-Jean-Baptiste (Lage) | PM54000059    | Classé       | 1960  |      |